# Club Deportivo Ferroviario
Il Club Deportivo Ferroviario è una società calcistica boliviana di La Paz.

## Storia
In seguito alla sua fondazione prese parte al campionato del Dipartimento di La Paz. Vinse il torneo per la prima volta nel 1944, Partecipò al Torneo Nacional per la prima volta nel 1959. Nel 1979 debuttò nel campionato professionistico: fu inserito direttamente nella terza fase del torneo, insieme al 31 de Octubre, altra formazione di La Paz. Il Ferroviario andò a integrare il gruppo A, che fu così composto da Blooming, Bolívar e dallo stesso Ferroviario. Delle quattro gare disputate la società bianco-blu ne pareggiò una e ne perse tre: pertanto, con 1 punto, fu escluso dalle semifinali.

## Palmarès

### Competizioni nazionali
- Campionato di La Paz: 1

1944